# Dom som försvann
Dom som försvann är en låt från Kents The hjärta & smärta EP. Text och musik skrevs av Joakim Berg och producent var Nille Perned. På sång hörs Adolf Fredriks barnkör, som bland annat innehåller en tidig sånginsats av Molly Sandén. Melodin låg på Svensktoppen i vecka, den 15 januari 2006, med en tiondeplats som högsta placering. Från början var låten en del av EP-skivan, men under fyra veckor 2006 räknades resultaten in på singellistorna, där den placerade sig även på åttonde plats i Norge.

## Listplaceringar
| Lista (2006) | Topplacering |
| ------------ | ------------ |
| Norge        | 8            |